# Schillingsfürst
Schillingsfürst là một đô thị tại huyện Ansbach, bang Bayern nước Đức. Đô thị Schillingsfürst có diện tích 27,52 km², dân số thời điểm ngày 31 tháng 12 năm 2006 là 2850 người. Đô thị này tọa lạc 12 km về phía đông nam của Rothenburg ob der Tauber, và 23 km về phía tây của Ansbach.
Hugo Ritter von Bosch (1782–1865) sinh ở Schillingsfürst.